# 塔尔叙勒
塔尔叙勒（法語：Tarsul，法語發音：[taʁsyl]）是法国科多尔省的一个市镇，属于第戎区。

## 地理
塔尔叙勒（47°31'53"N, 4°59'8"E）面积9.57 平方千米，位于法国勃艮第-弗朗什-孔泰大區科多尔省，该省份为法国中东部省份，北起奥布省，西接涅夫勒省和约讷省，南至索恩-卢瓦尔省，东南接汝拉省，东临上索恩省，东北部与上马恩省接壤。
与塔尔叙勒接壤的市镇（或旧市镇、城区）包括：库尔蒂夫龙、韦尔诺、索勒迪克、维勒孔特。

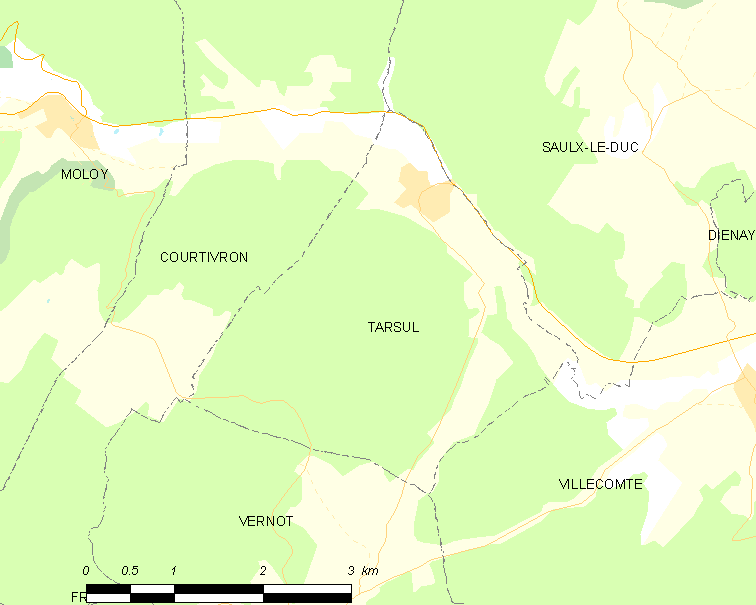
塔尔叙勒的OSM定位图

塔尔叙勒的时区为UTC+01:00、UTC+02:00（夏令时）。

## 行政
塔尔叙勒的邮政编码为21120，INSEE市镇编码为21620。

## 政治
塔尔叙勒所属的省级选区为蒂耶河畔伊斯县。

## 人口

1962-2008年间塔尔叙勒人口变化图示

塔尔叙勒于2022年1月1日时的人口数量为160人。